# Lanaus
Lanaus is een bestuurslaag in het regentschap Timor Tengah Utara van de provincie Oost-Nusa Tenggara, Indonesië. Lanaus telt 1646 inwoners (volkstelling 2010).